# Bezirk Aarau
| Sitze im Grossen Rat (2025–2028)                                                              |
| Insgesamt 16 Sitze - Grüne: 2 - SP: 3 - GLP: 1 - EVP: 1 - Mitte: 1 - FDP: 3 - SVP: 4 - EDU: 1 |

Bevölkerungsentwicklung

Der Bezirk Aarau ist ein Bezirk des Kantons Aargau in der Schweiz. Er umfasst im Wesentlichen die Agglomeration Aarau südlich des Aargauer Juras und die Gemeinde Densbüren, das ehemalige Niedergericht Urgiz. Der Bezirk umfasst 12 Einwohnergemeinden.

## Geographie
Der Bezirk Aarau umfasst in etwa die Agglomeration der Stadt Aarau. Er wird im Norden von Westen nach Osten von der Aare durchflossen und von Süden nach Norden von der Suhre und ihrem Seitenfluss, der Wyna. Im Norden wird der Bezirk von einer Kette des aargauischen Juras begrenzt. Die Fläche des Bezirks beträgt 104,49 km².
Der Bezirk Aarau grenzt vom Norden beginnend im Uhrzeigersinn an die Bezirke Laufenburg, Brugg, Lenzburg, Kulm, Zofingen, Olten (SO) und Gösgen (SO).

## Einwohnergemeinden
| Wappen         | Name der Gemeinde | Einwohner (31. Dezember 2023) | Fläche in km² | Einw. pro km² |
| -------------- | ----------------- | ----------------------------- | ------------- | ------------- |
| Aarau          | Aarau             | 22'290                        | 12,34         | 1806          |
| Biberstein     | Biberstein        | 1644                          | 4,10          | 401           |
| Buchs          | Buchs (AG)        | 8429                          | 5,32          | 1584          |
| Densbüren      | Densbüren         | 771                           | 12,52         | 62            |
| Erlinsbach     | Erlinsbach (AG)   | 4563                          | 9,86          | 463           |
| Gränichen      | Gränichen         | 8625                          | 17,23         | 501           |
| Hirschthal     | Hirschthal        | 1756                          | 3,53          | 497           |
| Küttigen       | Küttigen          | 6857                          | 11,90         | 576           |
| Muhen          | Muhen             | 4112                          | 7,03          | 585           |
| Oberentfelden  | Oberentfelden     | 8907                          | 7,16          | 1244          |
| Suhr           | Suhr              | 11'340                        | 10,62         | 1068          |
| Unterentfelden | Unterentfelden    | 4579                          | 2,88          | 1590          |
| Total (12)     | Total (12)        | 83'873                        | 104,49        | 803           |

Stand: 1. Januar 2010

## Veränderungen im Gemeindebestand

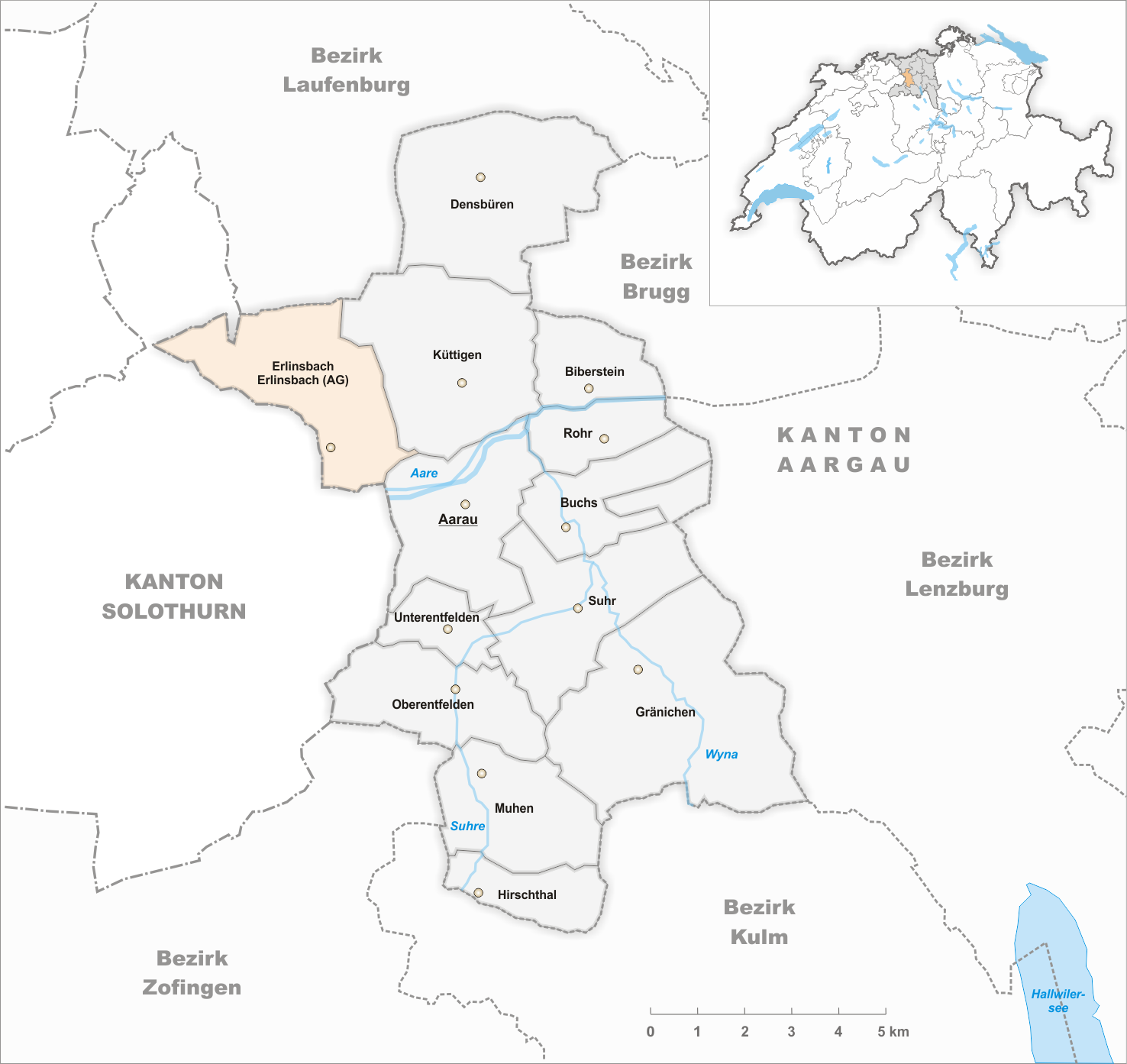
Gemeinden bis 2005
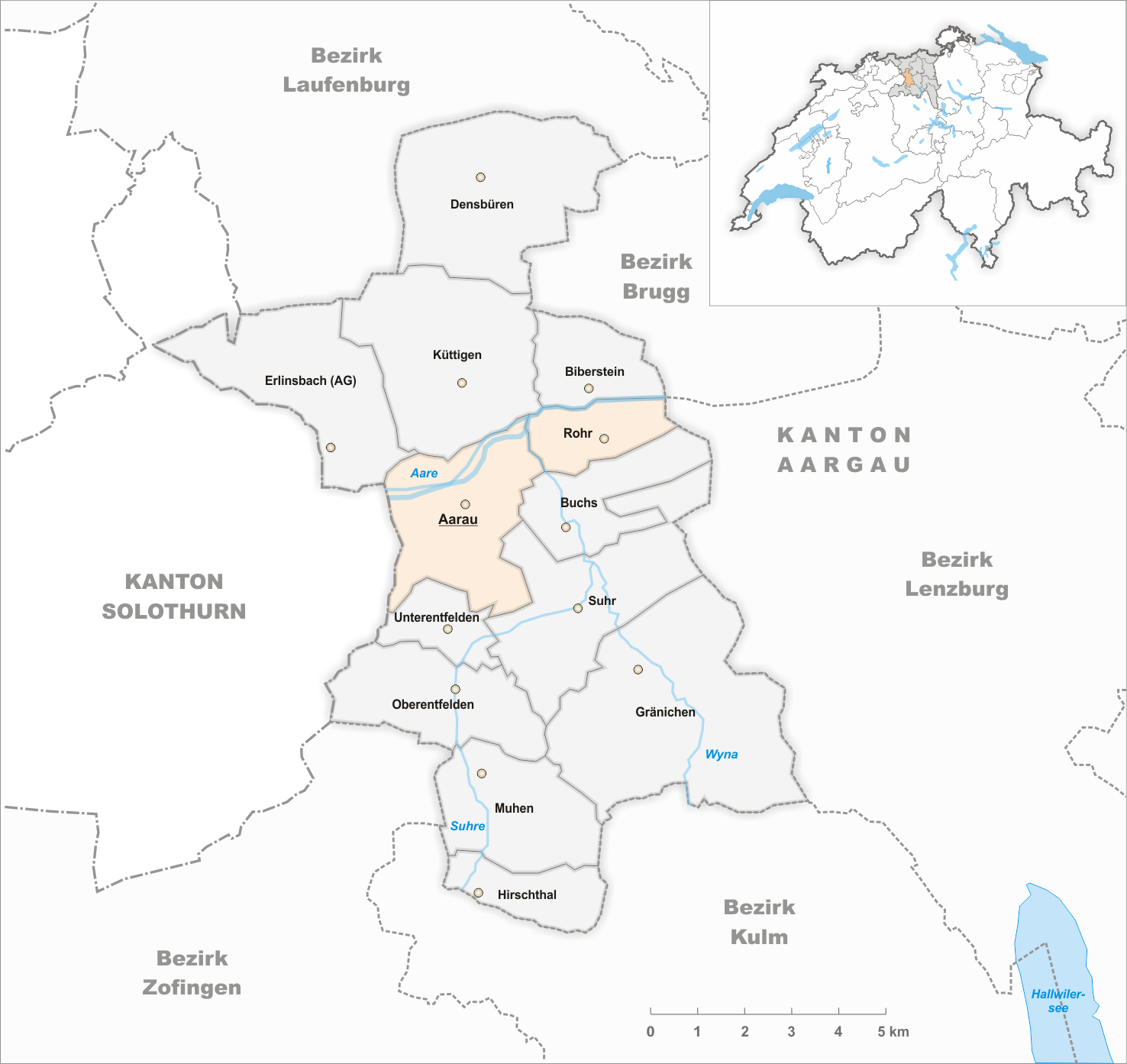
Gemeinden bis 2009

- 1810: Abspaltung von Suhr → Buchs, Rohr, Suhr
- 2006: Namensänderung Erlinsbach → Erlinsbach (AG)
- 2010: Fusion Aarau und Rohr → Aarau